# Oost-Aziatisch kampioenschap voetbal 2025
Het Oost-Aziatisch voetbalkampioenschap 2025 was een voetbaltoernooi voor nationale landenteams in de regio Oost-Azië en wordt georganiseerd door de Oost-Aziatische voetbalbond (EAFF). China zou het toernooi aanvankelijk organiseren, maar uiteindelijk werden de wedstrijden in Zuid-Korea gespeeld. 
Voorafgaand aan het hoofdtoernooi was er een kwalificatie in december 2024. Het eindtoernooi werd gespeeld tussen 7 en 15 juli 2025. Het toernooi werd gewonnen door Japan.

## Deelnemende landen
De volgende tabel laat zien wanneer welke landen aan welke rondes meedoen. 
| Kwalificatie                                                                   | Eindronde                                                      |
| ------------------------------------------------------------------------------ | -------------------------------------------------------------- |
| - Hongkong (gastland) - Chinees Taipei - Macau - Guam - Mongolië - Noord-Korea | - Zuid-Korea (gastland) - Japan - China - Winnaar kwalificatie |

## Stadions
| Kwalificatie                         | Kwalificatie                        | Kwalificatie                      | Eindronde                              |
| Hongkong                             | Hongkong                            | Hongkong                          | Yongin                                 |
| ------------------------------------ | ----------------------------------- | --------------------------------- | -------------------------------------- |
| Hong Kong Stadium Capaciteit: 40.000 | Kai Tak Sportpark Capaciteit: 5.000 | Mong Kokstadion Capaciteit: 6.664 | Yongin Mireustadion Capaciteit: 37.155 |
|                                      |                                     |                                   |                                        |

## Kwalificatie

### Loting
De loting was op 15 november 2024. Bij de loting werd een verdeling gemaakt op basis van de FIFA-ranking.
| Pot 1                            | Pot 2                            | Pot 3                     |
| -------------------------------- | -------------------------------- | ------------------------- |
| Hongkong (159) Noord-Korea (110) | Chinees Taipei (165) Macau (185) | Mongolië (189) Guam (204) |

### Wedstrijden

#### Groep A
| Pos | Team        | Wed | W | G | V | Ptn | DV | DT | +/− | Kwalificatie   |
| --- | ----------- | --- | - | - | - | --- | -- | -- | --- | -------------- |
| 1   | Guam        | 1   | 1 | 0 | 0 | 3   | 2  | 1  | +1  | Finale         |
| 2   | Macau       | 1   | 0 | 0 | 1 | 0   | 1  | 2  | −1  |                |
| 3   | Noord-Korea | 0   | 0 | 0 | 0 | 0   | 0  | 0  | 0   | Teruggetrokken |

|                               |      |   |             |                           |
| 8 december 2024 14:00 (UTC+8) | Guam | X | Noord-Korea | Mong Kokstadion, Hongkong |
| 8 december 2024 14:00 (UTC+8) |      |   |             | Mong Kokstadion, Hongkong |

|                                |                          |         |                           |                                                                                  |
| 14 december 2024 14:00 (UTC+8) | Macau                    | 1 – 2   | Guam                      | Kai Tak Sportpark, Hongkong Toeschouwers: 534 Scheidsrechter: Tam Ping Wun (HKG) |
| 14 december 2024 14:00 (UTC+8) | Lei Cheng Lam 41' (pen.) | Verslag | 31' Morimoto 73' Taitague | Kai Tak Sportpark, Hongkong Toeschouwers: 534 Scheidsrechter: Tam Ping Wun (HKG) |

|                                |             |   |       |                           |
| 14 december 2024 14:00 (UTC+8) | Noord-Korea | X | Macau | Mong Kokstadion, Hongkong |
| 14 december 2024 14:00 (UTC+8) |             |   |       | Mong Kokstadion, Hongkong |

#### Groep B
| Pos | Team           | Wed | W | G | V | Ptn | DV | DT | +/− | Kwalificatie |
| --- | -------------- | --- | - | - | - | --- | -- | -- | --- | ------------ |
| 1   | Hongkong       | 2   | 2 | 0 | 0 | 6   | 5  | 1  | +4  | Finale       |
| 2   | Chinees Taipei | 2   | 1 | 0 | 1 | 3   | 5  | 2  | +3  |              |
| 3   | Mongolië       | 2   | 0 | 0 | 2 | 0   | 0  | 7  | −7  |              |

|                               |          |         |                                        |                                                                                    |
| 8 december 2024 18:00 (UTC+8) | Mongolië | 0 – 3   | Hongkong                               | Mong Kokstadion, Hongkong Toeschouwers: 3.329 Scheidsrechter: Wiwat Jumpaoon (THA) |
| 8 december 2024 18:00 (UTC+8) |          | Verslag | 24' Everton 35' Wong Wai 60' Benavides | Mong Kokstadion, Hongkong Toeschouwers: 3.329 Scheidsrechter: Wiwat Jumpaoon (THA) |

|                                |                                             |         |          |                                                                              |
| 11 december 2024 20:00 (UTC+8) | Chinees Taipei                              | 4 – 0   | Mongolië | Mong Kokstadion, Hongkong Toeschouwers: 892 Scheidsrechter: Du Jianxin (CHN) |
| 11 december 2024 20:00 (UTC+8) | Kouamé 42', 83' Estama 59' Yu Yao-hsing 76' | Verslag |          | Mong Kokstadion, Hongkong Toeschouwers: 892 Scheidsrechter: Du Jianxin (CHN) |

|                                |                           |         |                  |                                                                                     |
| 14 december 2024 20:00 (UTC+8) | Hongkong                  | 2 – 1   | Chinees Taipei   | Mong Kokstadion, Hongkong Toeschouwers: 5.637 Scheidsrechter: Chae Sang-hyeop (KOR) |
| 14 december 2024 20:00 (UTC+8) | Orr 19' Tsui Wang Kit 87' | Verslag | 29' Yu Yao-hsing | Mong Kokstadion, Hongkong Toeschouwers: 5.637 Scheidsrechter: Chae Sang-hyeop (KOR) |

### Finale
|                                |      |         |                                                          |                                                                                      |
| 17 december 2024 20:00 (UTC+8) | Guam | 0 – 5   | Hongkong                                                 | Hong Kong Stadium, Hongkong Toeschouwers: 8.236 Scheidsrechter: Wiwat Jumpaoon (THA) |
| 17 december 2024 20:00 (UTC+8) |      | Verslag | 2', 53' Chan Siu Kwan 12' Benavides 50' Everton 78' Dudu | Hong Kong Stadium, Hongkong Toeschouwers: 8.236 Scheidsrechter: Wiwat Jumpaoon (THA) |

## Hoofdtoernooi

### Eindstand
| Pos | Team       | Wed | W | G | V | Ptn | DV | DT | +/− |
| --- | ---------- | --- | - | - | - | --- | -- | -- | --- |
| 1   | Japan      | 3   | 3 | 0 | 0 | 9   | 9  | 1  | +8  |
| 2   | Zuid-Korea | 3   | 2 | 0 | 1 | 6   | 5  | 1  | +4  |
| 3   | China      | 3   | 1 | 0 | 2 | 3   | 1  | 5  | −4  |
| 4   | Hongkong   | 3   | 0 | 0 | 3 | 0   | 1  | 9  | −8  |

### Wedstrijden
|                                              |                                                    |         |       |                                                                                   |
| 7 juli 2025 «onderlinge duels» 20:00 (UTC+9) | Zuid-Korea                                         | 3 – 0   | China | Yongin Mireustadion, Yongin Toeschouwers: 4.426 Scheidsrechter: Tuan Yaasin (MAS) |
| 7 juli 2025 «onderlinge duels» 20:00 (UTC+9) | Lee Dong-gyeong 8' Joo Min-kyu 21' Kim Ju-sung 56' | Verslag |       | Yongin Mireustadion, Yongin Toeschouwers: 4.426 Scheidsrechter: Tuan Yaasin (MAS) |

|                                              |                                                      |         |          |                                                                                     |
| 8 juli 2025 «onderlinge duels» 19:24 (UTC+9) | Japan                                                | 6 – 1   | Hongkong | Yongin Mireustadion, Yongin Toeschouwers: 687 Scheidsrechter: Thoriq Alkatiri (IDN) |
| 8 juli 2025 «onderlinge duels» 19:24 (UTC+9) | Germain 4', 10', 22', 26' Inagaki 20' Nakamura 90+4' | Verslag | 59' Orr  | Yongin Mireustadion, Yongin Toeschouwers: 687 Scheidsrechter: Thoriq Alkatiri (IDN) |

|                                               |          |         |                                   |                                                                                      |
| 11 juli 2025 «onderlinge duels» 20:00 (UTC+9) | Hongkong | 0 – 2   | Zuid-Korea                        | Yongin Mireustadion, Yongin Toeschouwers: 5.521 Scheidsrechter: Ahmad A'Qashah (SIN) |
| 11 juli 2025 «onderlinge duels» 20:00 (UTC+9) |          | Verslag | 27' Kang Sang-yoon 67' Lee Ho-jae | Yongin Mireustadion, Yongin Toeschouwers: 5.521 Scheidsrechter: Ahmad A'Qashah (SIN) |

|                                               |                          |         |       |                                                                                        |
| 12 juli 2025 «onderlinge duels» 19:24 (UTC+9) | Japan                    | 2 – 0   | China | Yongin Mireustadion, Yongin Toeschouwers: 1.661 Scheidsrechter: Sivakorn Pu-udom (THA) |
| 12 juli 2025 «onderlinge duels» 19:24 (UTC+9) | Hosoya 11' Mochizuki 63' | Verslag |       | Yongin Mireustadion, Yongin Toeschouwers: 1.661 Scheidsrechter: Sivakorn Pu-udom (THA) |

|                                               |                   |         |          |                                                                                   |
| 15 juli 2025 «onderlinge duels» 16:00 (UTC+9) | China             | 1 – 0   | Hongkong | Yongin Mireustadion, Yongin Toeschouwers: 1.423 Scheidsrechter: Ngo Duy Lan (VIE) |
| 15 juli 2025 «onderlinge duels» 16:00 (UTC+9) | Huang Zhengyu 20' | Verslag |          | Yongin Mireustadion, Yongin Toeschouwers: 1.423 Scheidsrechter: Ngo Duy Lan (VIE) |

|                                               |            |         |            |                                                                                    |
| 15 juli 2025 «onderlinge duels» 19:24 (UTC+9) | Zuid-Korea | 0 – 1   | Japan      | Yongin Mireustadion, Yongin Toeschouwers: 18.418 Scheidsrechter: Tuan Yaasin (MAS) |
| 15 juli 2025 «onderlinge duels» 19:24 (UTC+9) |            | Verslag | 8' Germain | Yongin Mireustadion, Yongin Toeschouwers: 18.418 Scheidsrechter: Tuan Yaasin (MAS) |